# Интегриране по части
Интегриране по части в диференциалното и интегрално смятане или най-вече в математическия анализ е един от методите на интегриране (или правилата), по които се решава даден интеграл.
Ако подинтегралната функция представлява произведение на две непрекъснати и диференцируеми функции, то тогава:
при неопределен интеграл:
{\displaystyle \int u\,dv=u\,v-\int v\,du}
при определен интеграл:
{\displaystyle \int \limits _{a}^{b}u\,dv=u\,v\,{\bigg |}_{a}^{b}-\int \limits _{a}^{b}v\,du}
Доказателство:
Нека {\displaystyle u(x)} и {\displaystyle v(x)} са две непрекъснати диференцируеми функции. Тогава:
{\displaystyle {d \over dx}[u(x)v(x)]=v(x){d \over dx}(u(x))+u(x){d \over dx}(v(x))} (правило за произведенията)
Интегрираме двете страни на уравнението спрямо {\displaystyle x},
{\displaystyle \int {d \over dx}[u(x)v(x)]dx=\int v(x)u'(x)dx+\int u(x)v'(x)dx}
По Фундаменталната теорема на анализа получаваме, че:
{\displaystyle u(x)v(x)=\int v(x)u'(x)dx+\int u(x)v'(x)dx}
И след пренареждане се получава,
{\displaystyle \int u(x)v'(x)dx=u(x)v(x)-\int v(x)u'(x)dx\Rightarrow }
{\displaystyle \int u\,dv=u\,v-\int v\,du}